# Emile-Béthouart-Steg
Der Emile-Béthouart-Steg (bis 2003: Innsteg) ist eine Fußgängerbrücke über den Inn in Innsbruck. Die 1875 errichtete, seit 1923 denkmalgeschützte Eisenfachwerkbrücke verbindet St. Nikolaus am linken mit dem Saggen am rechten Innufer. Er befindet sich rund 600 m unterhalb der Innbrücke und 700 m oberhalb des Hans-Psenner-Stegs.

## Geschichte

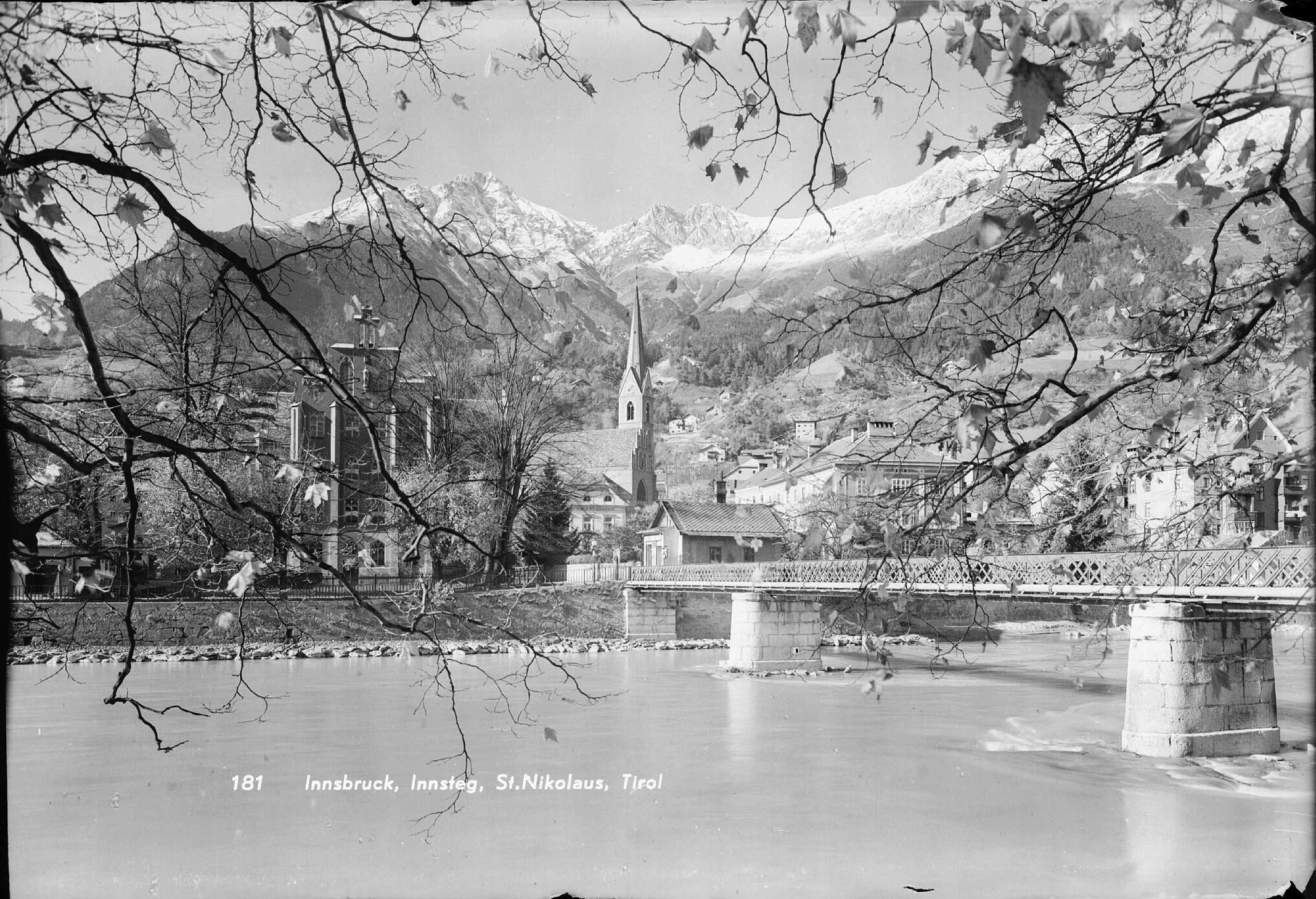
Der Innsteg um 1960

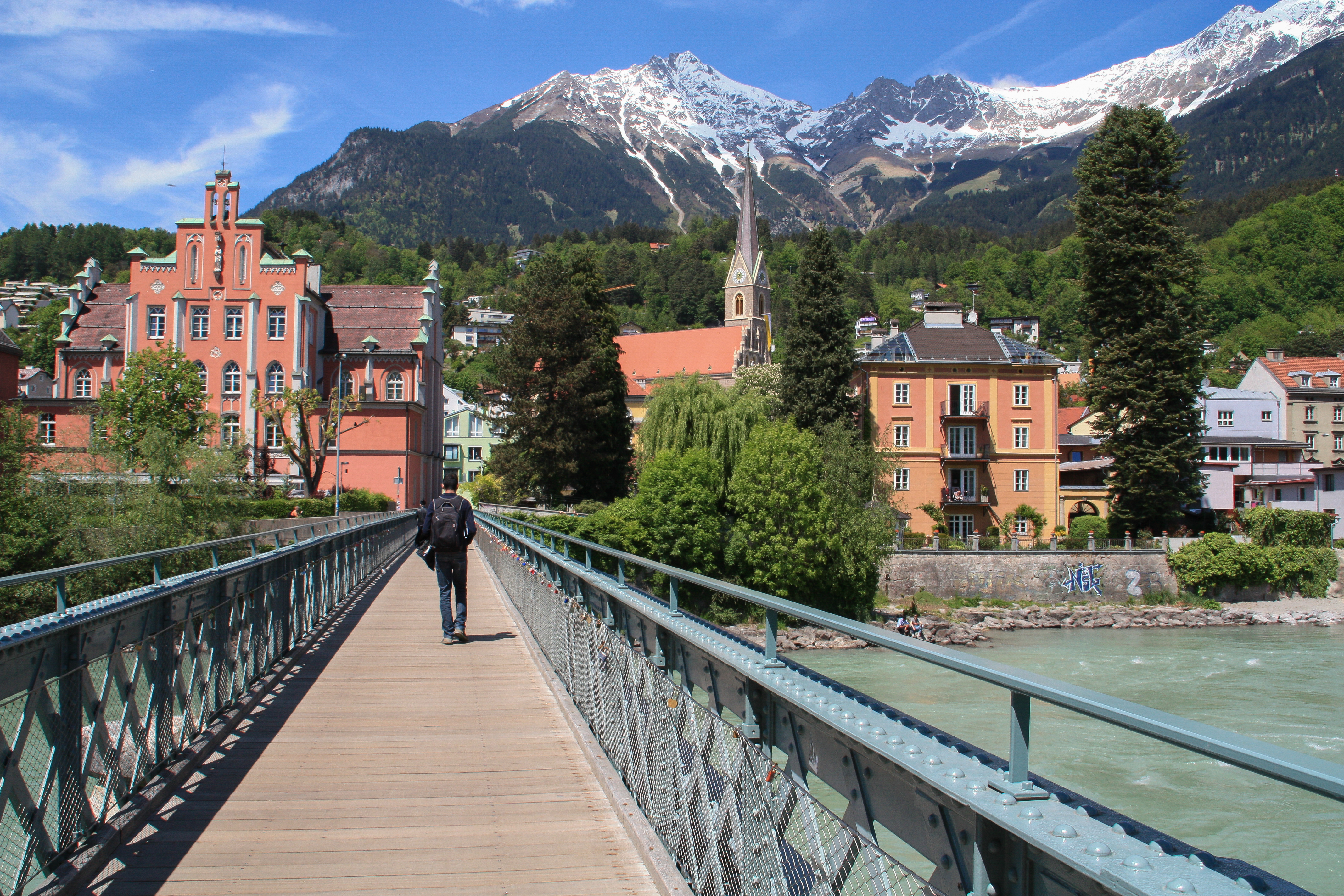
Blick über den Steg nach St. Nikolaus (2016)

### Überfuhr
1836 ließ Johann Nepomuk Mahl-Schedl von Alpenburg, Besitzer von Schloss Büchsenhausen, eine Fähre zwischen St. Nikolaus am linken Ufer und dem Saggen am Südufer errichten. Diese ersparte in vielen Fällen einen Umweg über die Innbrücke. Die Überfahrt kostete einen Kreuzer. Der Fährbetrieb war allerdings häufig unterbrochen – im Sommer durch Hochwasser, im Winter durch Niederwasser oder Eis.

### Holzsteg
Daher wurde 1868 der Wunsch der Bewohner von St. Nikolaus nach einem Steg laut, was vom Stadtmagistrat aus finanziellen Gründen abgelehnt wurde. Daraufhin gründete sich 1871 unter Josef Mayr und Johann Handl eine Gesellschaft, die die Kosten für den Bau eines Holzstegs aufbringen wollte. Auch das wurde vom Magistrat abgelehnt, weil man die „Störung der idyllischen Spaziergänge in den englischen Anlagen“ befürchtete. Der große Bürgerausschuss (Gemeinderat) befürwortete jedoch am 10. Februar 1871 mit 16 gegen 11 Stimmen den Bau unter bestimmten Bedingungen, so durfte unter anderem der Steg nur von Fußgängern, nicht aber für Viehtrieb und von Fahrzeugen genutzt werden und die Gesellschaft sollte für Beleuchtung und Reinhaltung, sowie 30 Jahre lang für die Instandhaltung verantwortlich sein. Nach der Bewilligung des Obersthofmeisteramtes in Wien konnte im März 1871 mit dem Bau eines Holzstegs über drei Pfeilern begonnen werden.

### Eiserner Steg
Bereits ein Jahr später, im Februar 1872, schloss Johann Angerer aus St. Nikolaus mit der Stadt einen Vertrag zur Errichtung eines eisernen Stegs auf eigene Kosten, der nach 50 Jahren in den Besitz der Stadt übergehen sollte. Die Eisenfachwerkbrücke auf zwei Pfeilern wurde unter Baumeister Wolf aus Rattenberg von französischen Monteuren errichtet und am 1. November 1875 eröffnet.
Die Natursteinpfeiler wurden aus weißem Kramsacher Marmor errichtet. Als Angerer 1876 starb, übernahm die Stadt den Steg um 30.000 Gulden und verpachtete den Brückenzoll für 200 Gulden im Jahr. Auf Betreiben der Bevölkerung von St. Nikolaus verzichtete die Stadt mit 31. Dezember 1899 auf den Brückenkreuzer.
1914 wurde unterhalb des Stahl-Fachwerkträgerverbandes eine Wasserleitung verlegt. Größere Instandsetzungsarbeiten waren 1916, 1922 und 1950 nötig.
2007 wurde überlegt den Steg durch Anheben um 0,50–0,75 m hochwassersicherer zu machen. Mit dem Aufstocken der Pfeiler um eine Steinreihe war der Denkmalschutz nicht einverstanden, sondern hätte das Anheben der Pfeiler verlangt, was ein teures, steinweises Ab- und wieder Aufbauen bedeutet hätte. Das Fundament besteht aus Holzpiloten, eingeschlagen in den Untergrund und ein darauf liegender Pfahlrost aus Holz, auf dem die Pfeilersteine aufbauen. Um das Fundament zu verstärken, erfolgte Hochdruckverpressung im Bereich der Piloten mit Zementschlämme. Der Steinwurf um die Pfeiler wurde entfernt und rund um den Fuß der Pfeiler je eine in die Flusssohle reichende Betonmanschette gegossen. Damit steht vorbeifließendem Wasser etwas mehr Raum zur Verfügung.
In den Jahren 2009/10 musste der Steg aufgrund starker Rostschäden generalsaniert werden. Von Seiten des Hochwasserschutzes wurde ein Höhersetzen des Steges verlangt, was aufgrund der Lage der Rampen schwierig geworden wäre. Nach einer Überarbeitung des Hochwasserschutzkonzepts, das gezielte Überflutungsgebiete oberhalb von Innsbruck vorsieht, konnte der Steg auf der bisherigen Höhe belassen werden. Im Winter 2009/10 wurden die drei Tragwerkfelder jeweils als Ganzes ausgehoben und in einer Werkshalle saniert. Nicht mehr tragfähige Einzelteile wurden in gleicher Form ersetzt, wobei für die Verbindungen wieder die für das Erscheinungsbild typischen Rundkopfnieten eingesetzt wurden. Nur in den nicht sichtbaren Bereichen an der Unterseite wurden aus Kostengründen moderne Schraubverbindungen verwendet. 
Im Zuge der Tragwerksanierung wurden ca. 3,4 Tonnen Stahl (von insgesamt 34 Tonnen) ausgewechselt und ca. 3000 Nieten durch SLP-Verbindungen ersetzt.
Im April 2010 wurden die Brückenteile wieder eingesetzt, im Mai 2010 wurde der Steg wieder eröffnet.
Das Haupttragwerk mit U-förmigem Querschnitt hat außen 2,70 m Breite und eine lichte Weite von 2,30 m. Hier liegen quer zur Gehrichtung Holzbohlen als Fahrbahn. An ihren Rändern bilden aufgeschraubte 8-cm-Quadratpfosten beidseits je ein Schrammbord.
Von Oktober 2019 bis April 2020 wurden die Pfeilervorgründe entfernt und durch Betonmanschetten ersetzt, damit das Wasser ungehinderter durchfließen kann, womit die Hochwassersicherheit verbessert wird. Es wurden außerdem die Fundamente des Stegs erneuert. Die Kosten der Maßnahmen wurden mit 860.000 € angesetzt.
2015 wurde das Geländer in Abstimmung mit dem Denkmalamt durch den Aufbau eines geschweißten T-Profils von 100 cm (RVS-Normhöhe für Fußgänger) auf radverkehrsgerechte 120 cm erhöht, um den Steg auch fürs Radfahren freigeben zu können. Im Juli 2023 beschloss der Gemeinderat, das Radfahren auf dem Steg wieder zu verbieten, was von Bürgermeister Georg Willi aus formalen und inhaltlichen Gründen abgelehnt wurde.

## Name

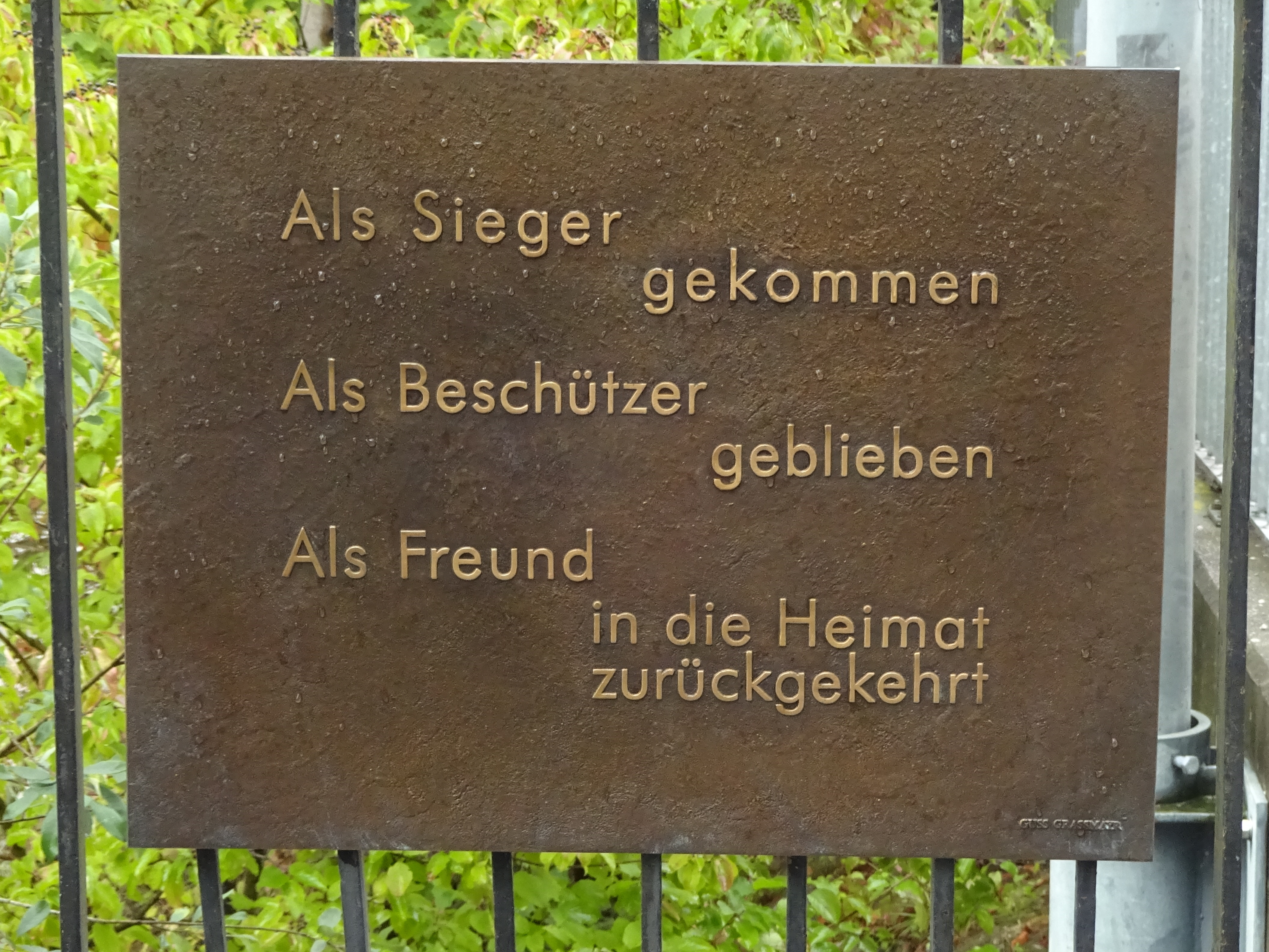
Gedenktafel für Emile Béthouart am östlichen Brückenkopf

Von dem bis 1899 zu zahlenden Brückenzoll von einem Kreuzer erhielt der Steg den Namen Kreuzersteg, der sich auch danach noch hielt. Daneben waren auch die Bezeichnungen Kettensteg und (nach dem Erbauer Johann Angerer) Angerersteg in Gebrauch. Erst 1912 wurde die Bezeichnung Innsteg festgelegt.
Im Oktober 1998 beschloss der Gemeinderat einstimmig die Benennung des Stegs nach General Emile Béthouart, der sich als Oberbefehlshaber der französischen Besatzungstruppen 1945–1955 um Verständigung und Versöhnung mit der Tiroler Bevölkerung verdient gemacht hatte. Am 10. Juni 2003 wurde der Steg im Beisein zahlreicher politischer, diplomatischer und militärischer Vertreter aus Tirol und Frankreich feierlich benannt und gesegnet.

## Nutzung
Der Steg dient Fußgängern und seit 2015 auch Radfahrern. Unterwasserseitig verlaufen seitlich des Tragwerks zwei Gasrohre übereinander zur Leitung von Erdgas auf 2 verschiedenen Druckstufen.
Oberwasserseitig verlief eine Trinkwasserleitung, ebenfalls knapp außerhalb des Brückengeländers. Als diese entfernt wurde, wurden die etwa 30 × 30 cm großen rautenförmigen Offnungen im Verstrebungsgitter der Träger stärker sichtbar. Im Zuge der Generalsanierung 2009 wurden daher wegseitig die Träger mit nichtrostendem, feinem Stahlnetz bis in eine Höhe von 70 cm über der Fahrbahn vernetzt.